# Атей (цар скіфів)
Атей (Атай) (грец. Ἀταης/ ΑΤΑΙΑΣ, лат. Atheas) (до/ близько 358 — 339 р. до н. е.) — скіфський цар. Традиційно вважається чи не найвидатнішим династом Європейської Скіфії. Припущення, що Атей контролював виключно Придунайську (Малу) Скіфію безпідставні.
Перша згадка Атея відноситься до 358 р. до н. е., коли після смерті одриського династа Котіса І між сусідами одрисів розпочалася війна за території ще донедавна могутньої Фракійської держави, до якої залучилися і скіфи. Атей узяв під свій контроль частину Добруджі і підпорядкував собі наступні поліси: з 358 р. до н. е. — Істрія, з 353 р. до н. е. — Каллатіс, що призвело до низки воєн з іншими сусідами одриссів, а саме: переможна війна з трибаллами в 344 р. до н. е., війна з Македонією у 339 р. до н. е. Участь скіфів у війнах за перерозподіл фракійських територій та сфер впливу і, в першу чергу, війна з Філіппом Македонським пояснює відносну популярність Атея в античній літературі.
Окремої уваги заслуговують відносини Атея з такими полісами як Каллатіс, Херсонес Таврійський та їхньою метрополією Гераклеєю Понтійською, а саме:
- ймовірне карбування монет з легендою ΑΤΑΙΑΣ, які датуються 353-347 рр. до н. е., у Гераклеї[2];
- виділення саме в цей час (за тирана Гераклеї Сатіра (352/1 — 345)) у користування громаді херсонеситів земель у Північно-Західній Тавриці;[3][4]
- карбування Каллатісом монет з легендою ΑΤΑΙΑ орієнтовно між 347-339 рр. до н. е.[5]

Враховуючи наведене, можливо припустити, що хоча 
| «Ми не маємо даних про існування будь-яких відносин між Атеєм і Гераклеєю Понтійською, проте наявність таких є досить ймовірною… З усіх грецьких міст південного і західного берегу Понту Евксинського лише Гераклея найактивнішим чином брала участь в цей час у політичному житті Тавріди…»[6] |
Відоме послання Атея до громади Візантія, яка контролювала морські торгові шляхи з Понту до Середземномор'я: «Цар Скіфії Атей громаді Візантія: не шкодьте моєму зиску, інакше мої кобили питимуть вашу воду.» (Климент Олександрійський з посиланням на Арістокріта (Clem. Alex. Strom. V, 5, 31, (3))).
Війна з Македонією 339 р. до н. е. закінчилася поразкою, яка назавжди позбавила скіфів статусу непереможних. Щодо цієї війни ми маємо наступне повідомлення: «… (14) Ця суперечка озлобила обидві сторони, і зав'язалася війна. Хоча скіфи перевершували [македонян] і числом і хоробрістю, але вони були переможені хитрістю Пилипа …». У цій битві загинув і Атей. На зворотному шляху македонське військо попало в засідку трибаллів, і було майже повністю знищено. (ЮСТИН. Епітома твору Помпея Трога «Історія Пилипа», IX, 2-3)
Після смерті Атея Європейська Скіфія проіснувала ще близько 60-70 років, витримавши низку воєн (навала Зопіріона у 331 р. до н. е., як спільник боспорського царя у 310—309 рр. до н. е. (Діодор, Бібліотека (ΒΙΒΛΙΟΘΗΚΗ), XX, 22-24), війну з Лісімахом у 313 р. до н. е. (Діодор, Бібліотека (ΒΙΒΛΙΟΘΗΚΗ), XIX)). Наразі немає жодних підтверджень щодо будь-яких кризових явищ у Європейській Скіфії до 280—270 рр. до н. е.
Висловлено припущення, що поховання Атея — відомий курган Чортомлик, або Товста Могила чи Цимбалка.
Етимологія імені:
грец. Άταίας/ Άτέας < авест. haiθya — укр. «правдивий, істинний».
Антропонім Атай в епіграфіці Пн. Причорномор'я.
- грец. (Χ)AATAA AΛ — графіті на срібному кубку з кургану Чортомлик, яке, можливо, є однією з передач імені Атай.[14]